# تپه قلعه موت
تپه قلعه موت مربوط به دوران‌های تاریخی پس از اسلام است و در شهرستان پیرانشهر، بخش مرکزی، روستای قلعه موت واقع شده و این اثر در تاریخ ۱۷ اسفند ۱۳۸۱ با شمارهٔ ثبت ۷۵۲۶ به‌عنوان یکی از آثار ملی ایران به ثبت رسیده است.